# Lengede
Lengede – gmina samodzielna (niem. Einheitsgemeinde) w niemieckim kraju związkowym Dolna Saksonia, w powiecie Peine.

## Geografia

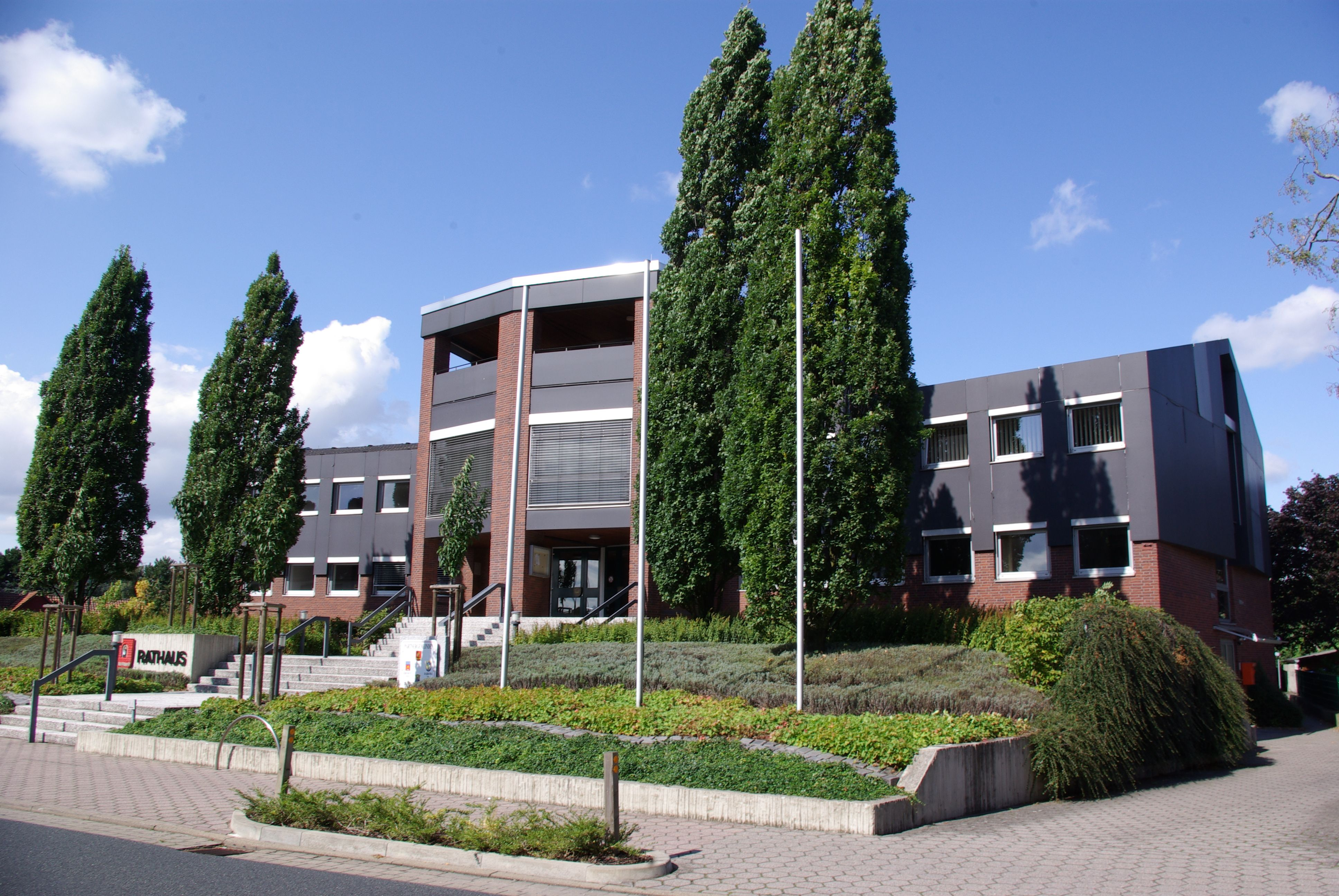
Ratusz

Lengede położone jest ok. 18 km na zachód od Brunszwiku.

## Dzielnice
W skład gminy wchodzą następujące dzielnice:
- Barbecke
- Broistedt
- Klein Lafferde
- Lengede
- Woltwiesche